# 张永利 (1963年)
张永利（1963年5月—），男，陕西扶风人。中华人民共和国政治人物，曾任国家林业和草原局（国家公园管理局）副局长。西北林学院（后并入西北农林科技大学）林业专业毕业，西北农林科技大学农业经济管理专业在职研究生学历，博士学位，高级工程师。

## 生平
1984年毕业于西北林学院林学系林业专业，同年进入林业部政策研究室工作，历任副处长、正处级秘书、部长办公室主任，国家林业局办公室副主任、主任、科学技术司司长、人事司司长等职。2010年6月升任国家林业局副局长。2018年3月出任改组后的国家林业和草原局副局长。
2020年5月，任应急管理部党委委员。2023年5月26日，卸任国家林业和草原局副局长职务。